# Gammaproteobacteria
Gammaproteobacteria is een klasse van medisch en wetenschappelijk belangrijke bacteriën. Tot de klasse behoren onder andere de Enterobacteriaceae (bijvoorbeeld Escherichia coli), Vibrionaceae en Pseudomonadaceae. Enkele bekende voorbeelden van humane pathogenen die tot deze klasse behoren zijn: Salmonella (voedselinfecties), Yersinia (de pest), Vibrio cholerae (cholera), Escherichia coli (voedselvergiftiging) en Pseudomonas aeruginosa (longinfecties bij patiënten met mucovisidose). Alle proteobacteria, en dus ook de gammaproteobacteria zijn gram-negatief.

## Belang
Er zijn gammaproteobacteria die in staat zijn om aan fotosynthese te doen en oxideren waterstofsulfide (in plaats van water), waardoor ze zwavel in intracellulaire granules opstapelen. Sommige gammaproteobacteria oxideren methaan of metalen.

## Families
- Acidithiobacillaceae
- Aeromonadaceae
- Alcanivoracaceae
- Alteromonadaceae
- Cardiobacteriaceae
- Chromatiaceae
- Coxiellaceae
- Ectothiorhodospiraceae
- Enterobacteriaceae
- Francisellaceae
- Halomonadaceae
- Legionellaceae
- Methylococcaceae
- Moraxellaceae
- Oceanospirillaceae
- Pasteurellaceae
- Piscirickettsiaceae
- Pseudomonadaceae
- Succinivibrionaceae
- Thiotrichaceae
- Vibrionaceae
- Xanthomonadaceae